# RASGRP1
RASGRP1‏ (RAS guanyl releasing protein 1) هوَ بروتين يُشَفر بواسطة جين RASGRP1 في الإنسان.